# Họ Cá lưỡi trâu
Họ Cá lưỡi trâu (Tên khoa học: Cynoglossidae) là một họ cá thuộc Bộ Cá thân bẹt phân bố tại các vùng biển nhiệt đới và cận nhiệt đới. Họ này có 3 chi và 110 loài. Chúng sống ở tất cả các đại dương nước ấm, phần lớn ở vùng nước cạn hoặc cửa sông. Một nhóm sống ở vùng nước sâu 1.000 mét hoặc hơn.

## Tên gọi
Trong tiếng Việt cá lưỡi trâu có rất nhiều tên, như cá lưỡi mèo, cá lưỡi bò, cá bơn cát, cá bơn, cá thờn bơn. Chúng cũng được gọi bằng nhiều tên trong tiếng Anh: Solefish, Tongue fish, Tongue sole, Flounder sole, Speckled tongue sole, Speckled tongue. Trong tiếng Hy Lạp "kyon" có nghĩa là chó, và "glossa" nghĩa là lưỡi. Trong đó phổ biến nhất là tên gọi cá lưỡi trâu do chúng có thân dẹt và nhỏ dần về phía đuôi trông giống chiếc lưỡi của con trâu nên mới gọi là cá lưỡi trâu.

## Đặc điểm
Cá lưỡi trâu có kích cỡ có kích cỡ từ 4,2 –36 cm ứng với trọng lượng từ 1,4-195 gram. Cá nhỏ và thân dẹt có hình oval, nhỏ dần về phía đuôi, giống như một giọt nước mắt kéo dài. Mắt nằm ở phía trái của cơ thể, thường rất nhỏ và gần nhau. Các vây đuôi, vây ngực và vây hậu môn đều nối xung quanh thân. Vây đuôi nối với vây ngực và vây hậu môn. Không có gai ở tất cả các vây. Vây ngực bắt đầu ở hoặc phía trước mắt. Răng nhỏ và thường nằm ở phía cá không nhìn thấy. Phía có mắt thường có những chấm xanh nhạt và hòa hợp với môi trường xung quanh. Xương cá mềm.
Chúng sống trong môi trường nước mặn nhưng cũng thường sống khu vực nước lợ, mặn nhưng thường đi sâu vào các sông nước ngọt. Chúng sống ở tầng đáy, thức ăn của cá chủ yếu là động vật không xương sống ở đáy. Một số loài Cá lưỡi trâu (Symphurus civitatium) sống được ở nơi hầu như không có sự sống. Trong môi trường của các núi lửa ngầm hoạt động dưới đại dương, nhiệt độ lên tới 186 độ C, khí sunfuric và các khí độc chết người không ngừng phun ra, hầu như các sinh vật không thể sinh tồn thì cá lưỡi trâu vẫn sống được như thường.
Một số loài cá lưỡi trâu có khả năng đặc biệt. Khi mới ra đời, chúng tương đối bình thường. Tuy nhiên, trong quá trình sinh trưởng, hộp sọ của cá lưỡi trâu dần biến dạng. Cuối cùng, hai mắt của chúng cùng nằm về một bên cơ thể. Đặc điểm cấu tạo này cho phép loài cá đặc biệt nằm trên một mặt phẳng, ngụy trang thành một tấm thảm có khả năng ăn thịt. Vây ngực của cá lưỡi trâu tiêu giảm dần theo thời gian. Phần lớn chúng có môi thuôn dài hoặc mõm bao quanh phía trước hàm khiến miệng chúng trông giống như một lỗ răng, cho phép chúng bắt mồi đồng thời từ hai bên cơ thể.

## Các chi
- Symphurus Rafinesque, 1810
- Cynoglossus Hamilton, 1822, Lippen ohne Fransen.
- Paraplagusia Bleeker, 1865, Lippen auf der Augenseite mit Fransen.

## Việt Nam
Ở Việt Nam, chúng sống nhiều ở sông Cái Lớn, xuất hiện nhiều nhất vào đầu mùa mưa, khoảng tháng 3, 4 âm lịch hằng năm. Nhiều người đem cá lên bờ làm khô hoặc bán làm cá phân hoặc làm mắm. Chúng có giá thành rẻ chỉ có 1.000 đồng/kg trước đây và đến nay là 15.000 đến 25.000 đồng/kg, 10 kg cá tươi sẽ còn lại 7 kg mắm. Giá 1 kg mắm cá lưỡi trâu hiện nay khoảng 60.000 đồng.